# Intel 80186

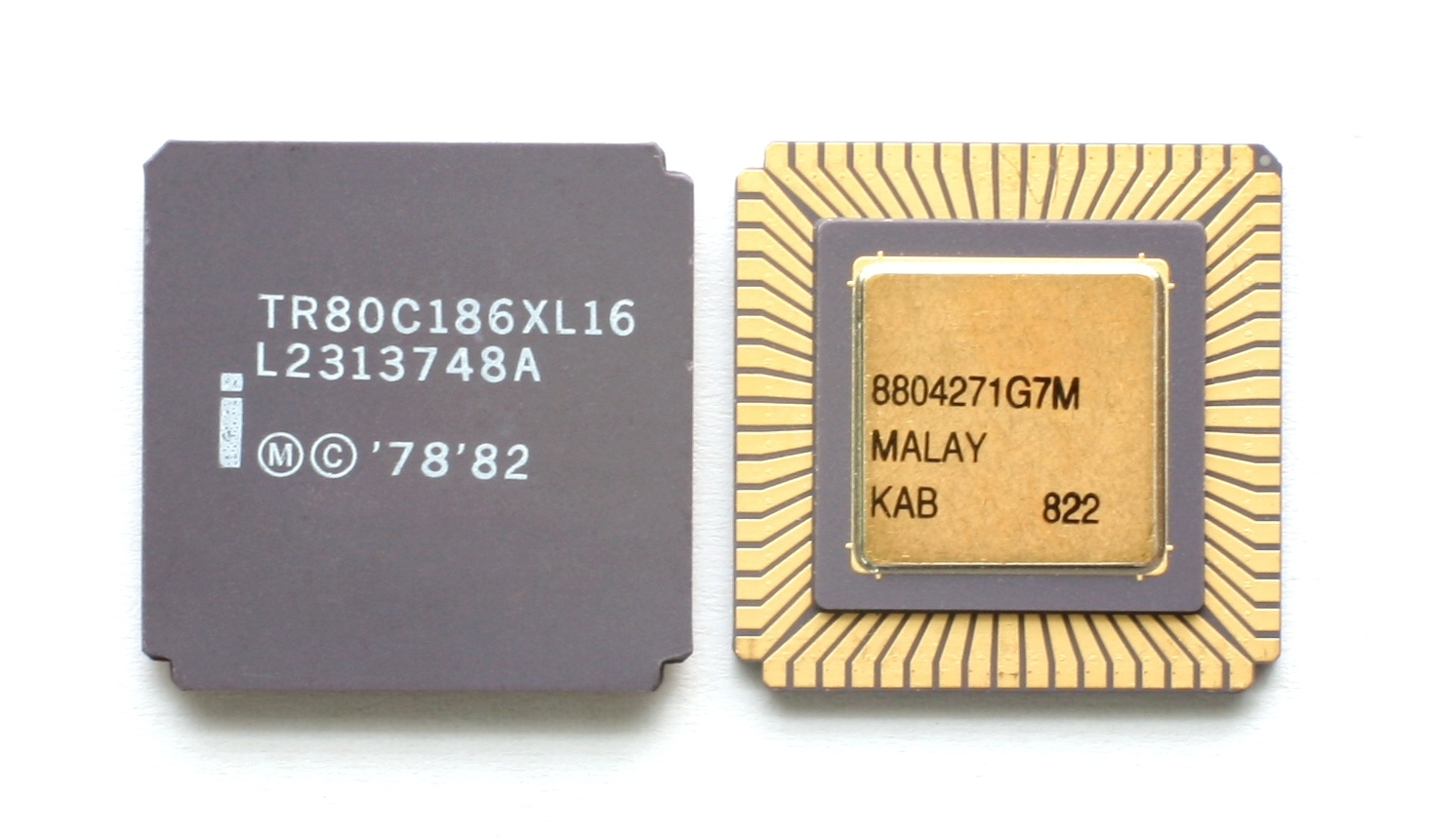
Intel R80C186

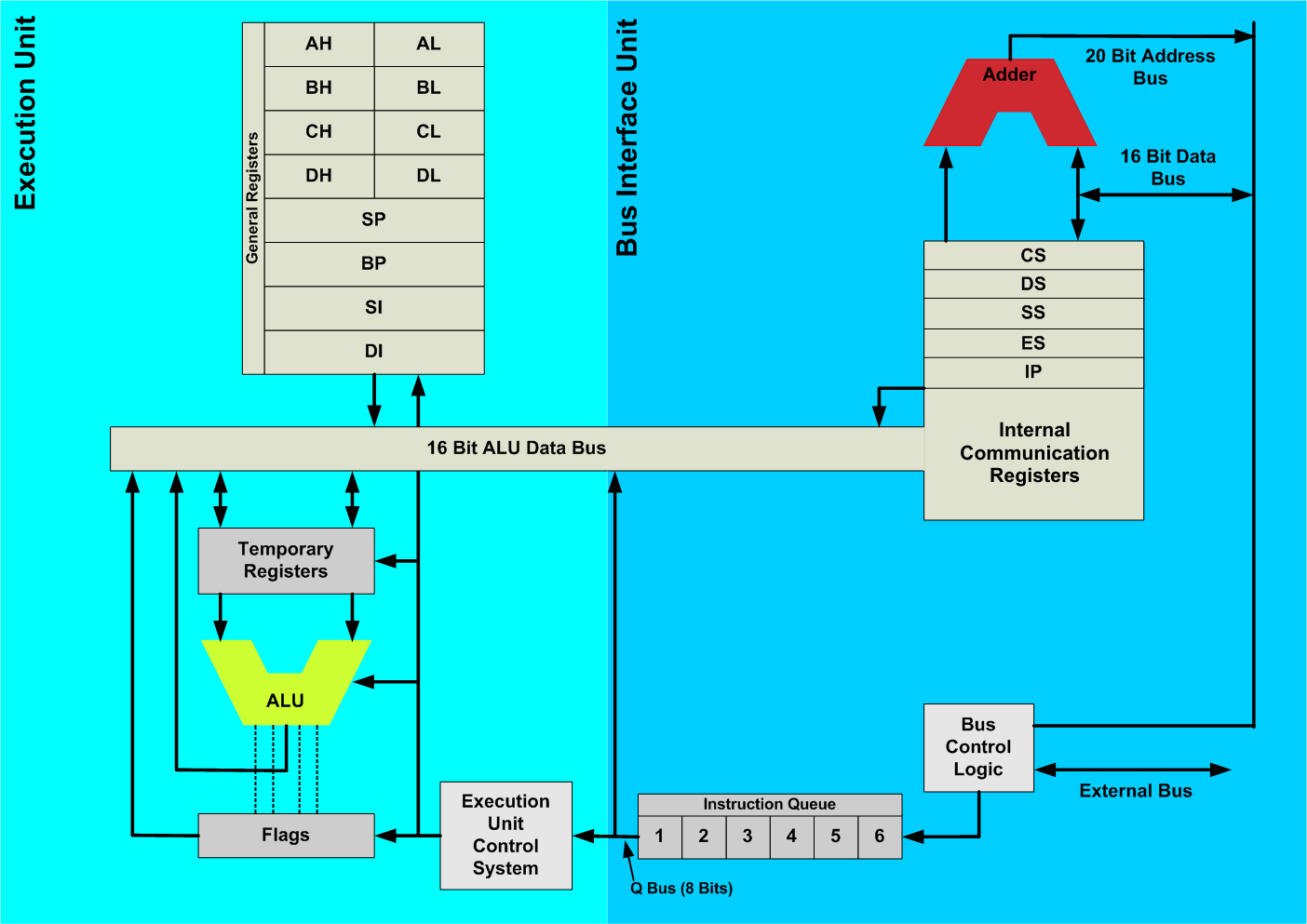
Архітектура Intel 80186

Intel 80186 (i186) — 16-бітний мікропроцесор, випущений компанією Intel у другій половині 1982 року, і являє собою вдосконалений варіант мікропроцесора 8086. До складу нового мікропроцесора увійшли компоненти, які раніше реалізовувалися 10 окремими мікросхемами. Застосовувався, головним чином, у вбудовуваних системах, а також у високоінтелектуальних[джерело?] периферійних адаптерах, наприклад мережевих.

## Опис
До розробки нового мікропроцесора Intel приступила відразу після виходу процесорів i8086/i8088. Процесори i8086/i8088 вимагали великої кількості мікросхем підтримки, і Intel вирішує розробити мікропроцесор, який вже містить на кристалі всі необхідні модулі. Новий процесор містив кілька компонентів, що раніше випускалися у вигляді окремих мікросхем: це б дозволило різко скоротити кількість мікросхем в комп'ютері, а, отже, і зменшити його вартість. Крім того, була розширена система внутрішніх команд (інструкцій).

## Нові компоненти
- Два контролери прямого доступу до пам'яті (DMA) зі схемами переривань
- Дешифратори адреси (програмовані схеми вибору кристала)
- Триканальний програмований таймер / лічильник
- Генератор синхронізації
- Програмований контролер переривань

## Сімейства процесорів Intel 80186
У 1982 році Intel випускає процесор Intel 80186 для вбудовуваних застосувань, який, крім поліпшеного ядра i8086, містив також додаткові модулі, що замінюють деякі мікросхеми підтримки; процесор вироблявся з використанням N-МОН-технології.
З подальшим розвитком технології, в 1987 році Intel випускає процесори i186 другого покоління — Intel 80C186. Ці процесори вироблялися за поліпшеним CHMOS III техпроцесом, що дозволило збільшити тактову частоту процесорів вдвічі, а споживану потужність знизити в 4 рази. Що важливо, була збережена сумісність в розташуванні виводів зі старими процесорами.
У 1990 році Intel випускає нове сімейство процесорів i186 — Intel 80С186EB. Нові процесори містили безліч змін в порівнянні з попереднім поколінням процесорів i186. По-перше, було перепроектоване ядро процесора, яке тепер стало модульним і називалося «Модульне ядро 80C186» (80C186 Modular Core). По-друге, сімейство мікросхем підтримки мікропроцесора було також перепроектоване в модулі зі стандартними інтерфейсами. Процесори 80C186EB і оригінальний 80186 мають різні набори мікросхем підтримки. Через перехід на новий техпроцес (CHMOS IV) і модульну структуру вдалося знизити споживану потужність. Процесор i80C186EB знайшов застосування в переносній апаратурі (наприклад, стільникові телефони).
У 1991 році Intel представляє процесори 80C186XL, 80C186EA і 80C186EC, які також були засновані на модульному ядрі i80C186. Процесор i80C186XL має високу продуктивність і низьке енергоспоживання. Процесор i80C186EA об'єднує в собі процесор i80C186 з новими можливостями керування енергоспоживанням. Процесор i80C186EC включав в себе додаткові елементи (порти ввода вивода, модулі контролю таймера, та послідовної передачі даних) , які не мали інші процесори сімейства i80C186.  
| Характеристикі                                      | 80C186XL   | 80C186EA   | 80C186EB    | 80C186EC                |
| --------------------------------------------------- | ---------- | ---------- | ----------- | ----------------------- |
| Поширений набір інструкций 8086                     | +          | +          | +           | +                       |
| Енергозберігающий режим                             | +          | +          | -           | +                       |
| Режимы відключения (powerdown) та очікування (Idle) | -          | +          | +           | +                       |
| Режим ONCE                                          | +          | +          | +           | +                       |
| Блок керування прерываниями                         | +          | +          | +           | + сумісний з Intel 8259 |
| Модуль вибора кристалла                             | +          | +          | + розширен  | + розширен              |
| Модуль DMA                                          | + 2 канала | + 2 канала | -           | + 4 канала              |
| Модуль контроля таймера                             | -          | -          | -           | +                       |
| Модуль послідовної передачи данных                  | -          | -          | +           | +                       |
| Порти ввода-вивода                                  | -          | -          | + усього 16 | + усього 22             |
| Рік випуска                                         | 1991       | 1991       | 1990        | 1991                    |

## Корпус
Зважаючи на збільшення кількості компонентів у процесорі, було збільшено кількість контактів на корпусі мікропроцесора. В оригінальному процесорі Intel 80186 число контактів складало 68. Процесор тепер випускався в корпусах типу "тримач кристала" (Chip Carrier) та "матриця висновків" (PGA). У наступних поколіннях процесора Intel 80186 застосовувалися інші типи корпусів, причому кількість контактів збільшувалася. Для відмінності процесорів у різних типах корпусів та з різним числом контактів застосовувалися ідентифікатори у вигляді латинських літер, які ставилися на початок назви процесора
| Процессор | Кількість виводів | Тип корпуса | Ідентификатор | Приклад маркування        |
| --------- | ----------------- | ----------- | ------------- | ------------------------- |
| 80186     | 68                | LCC         | R или С       | Intel C80186 Intel R80186 |
| 80186     | 68                | PLCC        | N             | Intel N80186              |
| 80186     | 68                | PGA         | A             | Intel A80186              |
| 80C186    | 68                | LCC         | R             | Intel R80C186             |
| 80C186    | 68                | PLCC        | N             | Intel N80C186             |
| 80C186    | 68                | PGA         | A             | Intel A80C186             |
| 80C186    | 80                | QFP(EIAJ)   | S             | Intel S80C186             |
| 80C186XL  | 68                | LCC         | R             | Intel R80C186XL           |
| 80C186XL  | 68                | PLCC        | N             | Intel N80C186XL           |
| 80C186XL  | 68                | PGA         | A             | Intel A80C186XL           |
| 80C186XL  | 80                | QFP(EIAJ)   | S             | Intel S80C186XL           |
| 80C186XL  | 80                | SQFP        | SB            | Intel SB80C186XL          |
| 80C186EA  | 68                | PLCC        | N             | Intel N80C186EA           |
| 80C186EA  | 80                | QFP(EIAJ)   | S             | Intel S80C186EA           |
| 80C186EA  | 80                | SQFP        | SB            | Intel SB80C186EA          |
| 80C186EB  | 84                | PLCC        | N             | Intel N80C186EB           |
| 80C186EB  | 80                | QFP(EIAJ)   | S             | Intel S80C186EB           |
| 80C186EB  | 80                | SQFP        | SB            | Intel SB80C186EB          |
| 80C186EC  | 100               | PQFP        | KU            | Intel KU80C186EC          |
| 80C186EC  | 100               | QFP         | S             | Intel S80C186EC           |
| 80C186EC  | 100               | SQFP        | SB            | Intel SB80C186EC          |

Примітки. 1. Існував зразок з маркуванням Intel A80C186CPICE в корпусі типу PGA з 280 контактами. 2. Існував інженерний зразок з маркуванням Intel FA80C186CP в корпусі TQFP з числом контактів 156

## Нові інструкції
У процесорах сімейства Intel 80186 було розширено набір команд. Були додані додаткові команди роботи зі стеком (PUSHA, POPA, PUSH «immediate»), з портами введення-виведення (INS, OUTS), арифметичні команди (IMUL, ROL/ROR, RCL/RCR, SAL/SAR, SHL/SHR з безпосередньо вказаним числом біт зсуву) та команди.

## ПК на базі процесорів сімейства Intel 80186
Процесори сімейства Intel 80186 практично не застосовувалися в комп'ютерах, лише деякі фірми випустили такі ПК: Mindset, Compis (шведський шкільний комп'ютер), RM Nimbus (британський шкільний комп'ютер), Unisys ICON (канадський шкільний комп'ютер), HP 200lx (handheld PC) та настільний ПК Tandy 2.

## Технічні характеристики[3]
- Рік анонсу: 1982
- Тактова частота, МГц*: 6, 8, 10, 12, 13, 16, 20, 25
- Розрядність регістрів: 16 біт
- Розрядність шини даних: 16 біт
- Розрядність шини адреси: 20 біт
- Обсяг пам'яті, що адресується: 1 Мбайт
- Кількість транзисторів: 55,000
- Техпроцес, нм: 3000
- Розмір корпуса, мм  29 х 29 [4]
- Тип корпуса: CPGA-68 [4]
- Площа кристала, кв.мм: ?
- Напруга живлення: 2,9~5 В
- Роз'єм: мікросхема припаювалась до плати
- Корпус: див. таблицю вище
- (*) Примітка: можливо, існували моделі з іншими частотами.

## Примітка
1. ↑  alldatasheet.com. 80C186EC Datasheet(PDF). www.alldatasheet.com (англ.). Процитовано 12 серпня 2025.
2. ↑  Огородников, І (2025). МИКРОПРОЦЕССОРНАЯ ТЕХНИКА (російська) . ГОУ ВПО “Уральский государственный технический университет–УПИ”. с. 170.
3. 1 2 3 4 5  80186. Intel вики (рос.). Процитовано 12 серпня 2025.
4. 1 2  Making sure you're not a bot!. www.x86-guide.net. Процитовано 12 серпня 2025.